# Glischropus
Genre
Glischropus est un genre de mammifères chiroptères (chauves-souris).

## Liste des espèces
- Glischropus javanus
- Glischropus tylopus